# David Gistau
David Gistau Retes (Madrid, 19 de juny de 1970 - Madrid, 9 de febrer de 2020) va ser un periodista, guionista i novel·lista espanyol.

## Biografia
Va cursar batxillerat en el col·legi Saint-Exupéry i va estudiar periodisme a la Universitat Complutense de Madrid, sense arribar a llicenciar-se. Va tenir tres fills i una filla.
Va començar a treballar en una publicació de viatges. Després va treballar a La Razón des del 1997. Va ser corresponsal, entre altres llocs, a Afganistan a principis dels 2000 i a Sud-àfrica per cobrir el Mundial de Futbol de 2010. El 2005 va començar a treballar a El Mundo i des de l'abril del 2018 ho va fer al diari ABC.
El contingut de les seves columnes solia ser polític, de tendència conservadora, tot i que també tocava d'altres temes, amb un estil humorístic, polèmic, provocador i desacomplexat. En una ocasió arribaria a manifestar que "a Espanya no es pot fer periodisme anant pel teu compte o de freelance".
Al moment de la seva defunció treballava amb Carlos Herrera al programa Herrera en la COPE i havia tornat, des d'abril de 2018, a escriure en l'El Mundo. Va morir el 9 de febrer de 2020 a causa d'una lesió cerebral.

## Llibres
- A que no hay huevos (2004), Editorial: Temes cinc, 168 pàgines, sobre uns corresponsals en l'Afganistan dels primers anys del segle xxi.[9]
- La España de Zetapé (2005), Editorial: LibrosLibres, 249 pàgines, 98 articles publicats en el diari La Razón.[10]
- Qué nos estás haciendo, ZP? (2007), Editorial: Martínez Roca, 320 pàgines, sobre la primera legislatura de govern de José Luis Rodríguez Zapatero.[11]
- Ruido de fondo (2008), Editorial: Edicions B, 208 pàgines, novel·la que arrenca en un ambient de seguidors del futbol.[12]
- Golpes bajos (2017), Editorial: L'Esfera dels Llibres, 288 pàgines, novel·la sobre boxa ambientada a Espanya.[13]
- Gent que es va ser (2019), Editorial: Cercle de Guix, 150 pàgines, relats.[14]